# Szép Rezső
Szép Rezső (Kőszeg, 1860. május 5. – Pozsony, 1918. május 3.) tanár, botanikus, zoológus.

## Élete
Középiskolai tanulmányait szülővárosában és Sopronban, egyetemi tanulmányait Bécsben és Budapesten végezte. Középiskolai tanári oklevelet  1883-ban  szerzett a természetrajzból és vegytanból. Középiskolai tanár 1888-tól Sümegen, ahol két éven át volt a városi alreáliskola helyettes tanára. Két éves itt-tartózkodása alatt már itt is kiváló érdemeket szerzett a vidék természetrajzi viszonyainak alapos tanulmányozásával. Tanulmányainak egyik munkája: "Sümeg környékének edényes virágai."
Harmincéves korában, 1890-ben került a líceumhoz, melynek negyed századon át volt tanára. Rendkívül buzgó,lelkiismeretes tanár volt. Minden idejét tanári hivatásának szentelte.  Nagyrészt ő tanította a természetrajzi tárgyakat az összes osztályokban, tanítványait fáradhatatlan igyekezettel tanította délelőttönként a tanórákon, majd gyakran délutánonként a természetben, hogy ismereteiket tapasztalati alapon mélyítse és gazdagítsa. Emellett folyton továbbképezve magát. Maga is egyre járta a vidéket és tanulmányozta annak faunáját és flóráját, miáltal széleskörű, tudásra tett szert. Írásba azonban aránylag nagyon kevés tanulmányt foglalt.

Szakszerű közlései nemcsak az avatatlanokat ejtették bámulatba. Bizonyságul szolgáltak erre a legkiválóbb természetbúvárok elismerései is. Ortvay Tivadar, Pozsony híres monográfusa írta róla 
...Fiatal erejének teljében és tanári buzgóságának hevében szentelte szűkre mért idejének jelentékeny részét Szép Rezső evangélikus liceumi tanár a pozsonykörnyéki csigák és kagylók felkutatására és meghatározására. E munkájában alapos és megbízható szakembernek bizonyult.
Pantocsek József dr., Pozsony nagyhírű természettudósa, egyik dolgozatában pedig Szép Rezsőt a legkiválóbb úttörő floristák közé sorolta.
Működésének utolsó évéiben sokat betegeskedett, betegsége 1915-ben arra kényszerítette, hogy szabadságra menjen. Régi egészségét azonban nem nyerte többé vissza, ezért 1916-ban nyugalomba kellett vonulnia. 1918. április 3-án hunyt el Pozsonyban 58 évesen.[forrás?]

## Munkássága
Behatóan foglalkozott Sümeg és Pozsony flórájával, valamint zoológiai (molluscák) kutatásokkal is. 
Páratlan  szaktudásának emléke az általa folyton gyarapított és nagy szeretettel rendezett természetrajzi gyűjtemény is.

## Főbb munkái
- Pozsony vidékének molluskafaunája
- Sümeg környékének edényes növényei (Sümegi községi reálisk. ért. 1889 – 90. Sümeg, 1890)
- Öt hét Egyiptomban (Pozsony, 1896)